# José Mota (calciatore 1979)
José Roberto Rodrigues Mota (São Paulo, 10 maggio 1979) è un ex calciatore brasiliano, di ruolo attaccante.

## Carriera

### Club
Mota iniziò la carriera in patria, giocando con le maglie di Rio Ave e Oliveirense. Si trasferì poi in Danimarca, per giocare nel Randers. Debuttò in campionato il 19 settembre 2004, sostituendo Karsten Johansen e segnando il gol che permise alla squadra di vincere per uno a zero in casa del Viborg.
Nel 2005, passò proprio al Viborg. Esordì con questa maglia il 12 marzo, nel successo per due a uno sullo Aarhus: Mota siglò una delle reti in favore della sua squadra. Si trasferì poi allo Aalborg, per cui giocò il primo match in campionato l'11 marzo 2007, nella sconfitta per due a zero contro il Viborg.
Fu ceduto in prestito al Molde, in Norvegia. Il debutto nella Tippeligaen fu datato 30 marzo 2008, quando sostituì Mame Biram Diouf nel pareggio a reti inviolate contro lo Stabæk. Il primo gol con questa maglia arrivò il 20 aprile, nel pareggio per uno a uno in casa del Lillestrøm. Il calciatore fu poi acquistato dalla società norvegese a titolo definitivo.
Nel 2010, fu ceduto in prestito ai Suwon Bluewings; diventò capocannoniere, con 9 reti, della AFC Champions League 2010, nonostante il fatto che la sua squadra avesse raggiunto soltanto i quarti di finale. Al termine della stagione, tornò al Molde. Dopo aver vinto il campionato 2011, si ritrovò svincolato. Firmò allora per il Busan I'Park.

## Palmarès

### Club
- Campionato norvegese: 1

Molde: 2011

### Individuale
- Capocannoniere della AFC Champions League: 1

2010 (9 gol)